# بيري هنت ويلر
بيري هنت ويلر (بالإنجليزية: Perry Hunt Wheeler)‏ هو مهندس المناظر الطبيعية أمريكي، ولد في 5 أكتوبر 1913 في كورديل في الولايات المتحدة، وتوفي في 1989.